# مورچه دیوانه زرد
مورچه دیوانه زرد (نام علمی: Anoplolepis gracilipes) نام یک گونه از تیره مورچه است.